# Rahar
Rahar war eine Masseneinheit (Gewichtsmaß) im arabischen Raum.
- 1 Rahar ≈ 200 Kilogramm